# Puderzucker

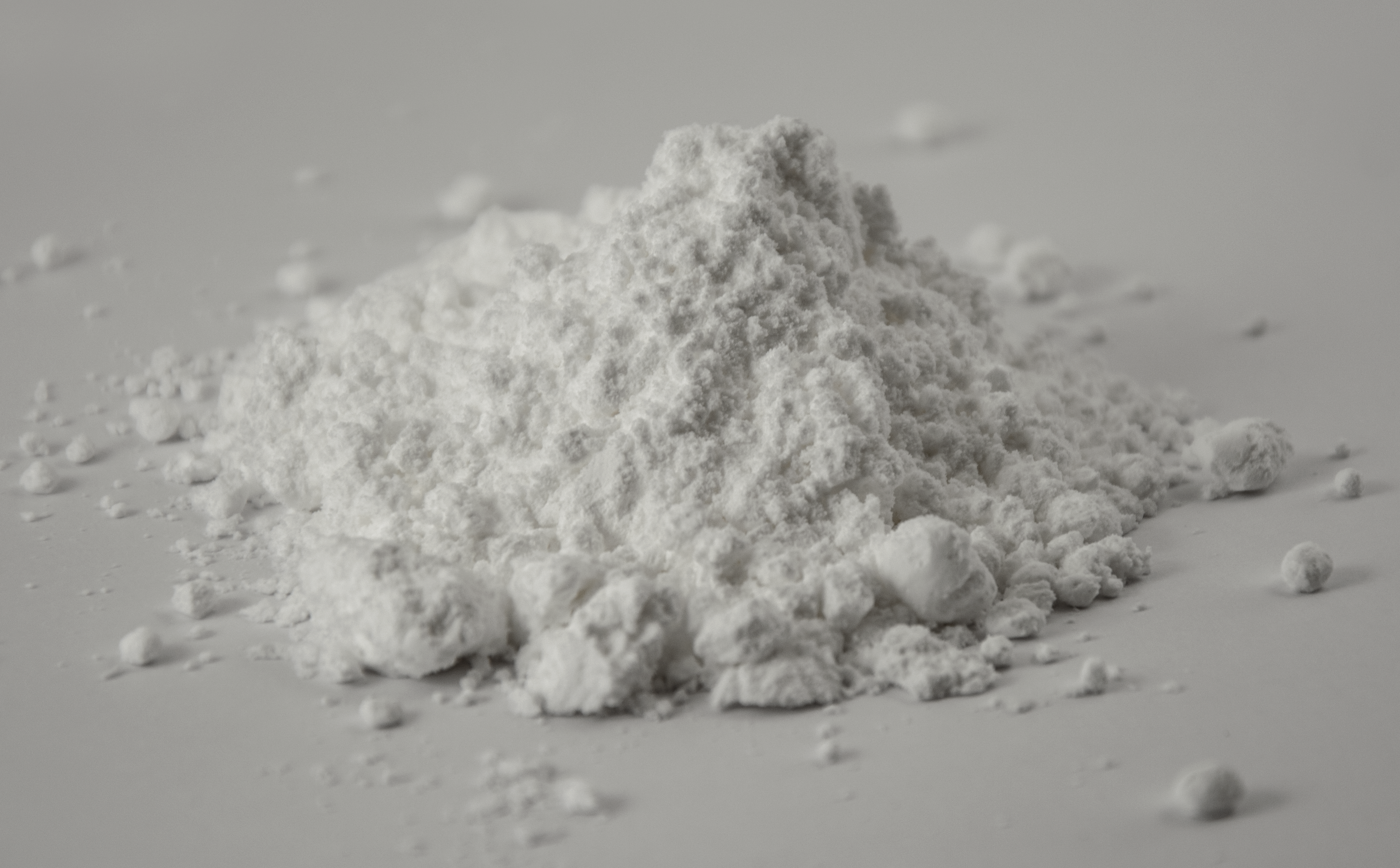
Ungesiebter Puderzucker

Reformationsbrötchen mit Puderzucker

Puderzucker (bundesdeutsches und Schweizer Hochdeutsch) bzw. Staubzucker (österreichisches Hochdeutsch, regional auch in Bayern, teils in Thüringen und im südlichen Sachsen-Anhalt) wird durch Mahlen von raffiniertem weißen Zucker gewonnen. Der Name erklärt sich aus der Tatsache, dass der Zucker hierbei so fein gemahlen wird, bis er eine staub- oder puderähnliche Konsistenz bekommt. Wegen seiner feinen Körnung löst er sich schnell auf, was Vorteile bei der Herstellung von Cremes, Teigen und Massen bringt. Er eignet sich besonders zum Zubereiten von Glasuren und als Dekorzucker auf (trockenen) Backwaren. Durch seine Mikrokristalle verfeinert er das Mundgefühl beim Verzehr.
Bereits 1555 beschrieb Alexius Pedemontanus (Alessio Piemontese), wie man Platten aus Puderzucker und Tragantgummi herstellt, von denen man essen konnte und die danach zerbrochen und aufgegessen werden konnten.

## Verwendung

### Als Dekorzucker
Bäcker und Konditoren verwenden sogenannten Dekorpuder (englisch: confectionar’s sugar, icing sugar, powdered sugar; auch Bäckerzucker, Dekorierzucker): Wegen seiner aufgebrochenen Zuckerkristalle neigt normaler Puderzucker zur Wasseraufnahme und wird dann auf feuchten Oberflächen nass und klebrig. Daher wird Dekorpuder hergestellt, ein spezielles Zuckergemisch, das unempfindlich gegen Feuchtigkeit ist. Dekorpuder wird auf Basis von Puder- oder Traubenzucker hergestellt, auf die wasserabweisende, pflanzliche Produkte aufgesprüht werden, wie Stärke, Maisstärke und Calciumphosphat, um ein Verklumpen zu verhindern.
Eine alte Bezeichnung war auch Farinzucker oder Farinade. Sie leitet sich vom mehlartigen Aussehen des Puderzuckers ab (französisch farine für Mehl).

### Als Reduktionsmittel
Wird Puderzucker mit Oxidationsmitteln vermischt, ergibt das eine explosionsfähige Mischung. Trotz der vielen gebundenen Sauerstoffatome kann Zucker weitere binden und wirkt daher als Reduktionsmittel. Die davon ausgehende Gefahr – die Mischung kann schon während des Mischens explodieren – wird oft unterschätzt. Außerdem kann Puderzucker eine Staubexplosion verursachen.